# Bronasta medalja
Bronasta medalja je medalja, ki jo nagrada za uvrstitev na tretje mesto športnih tekmovanj. Bronaste medalje se podeljujejo od Olimpijskih iger 1904.
V nekaterih športih (boks, judo) sta podeljeni dve bronasti medalji.